# Augustastraße 25 (Neustrelitz)

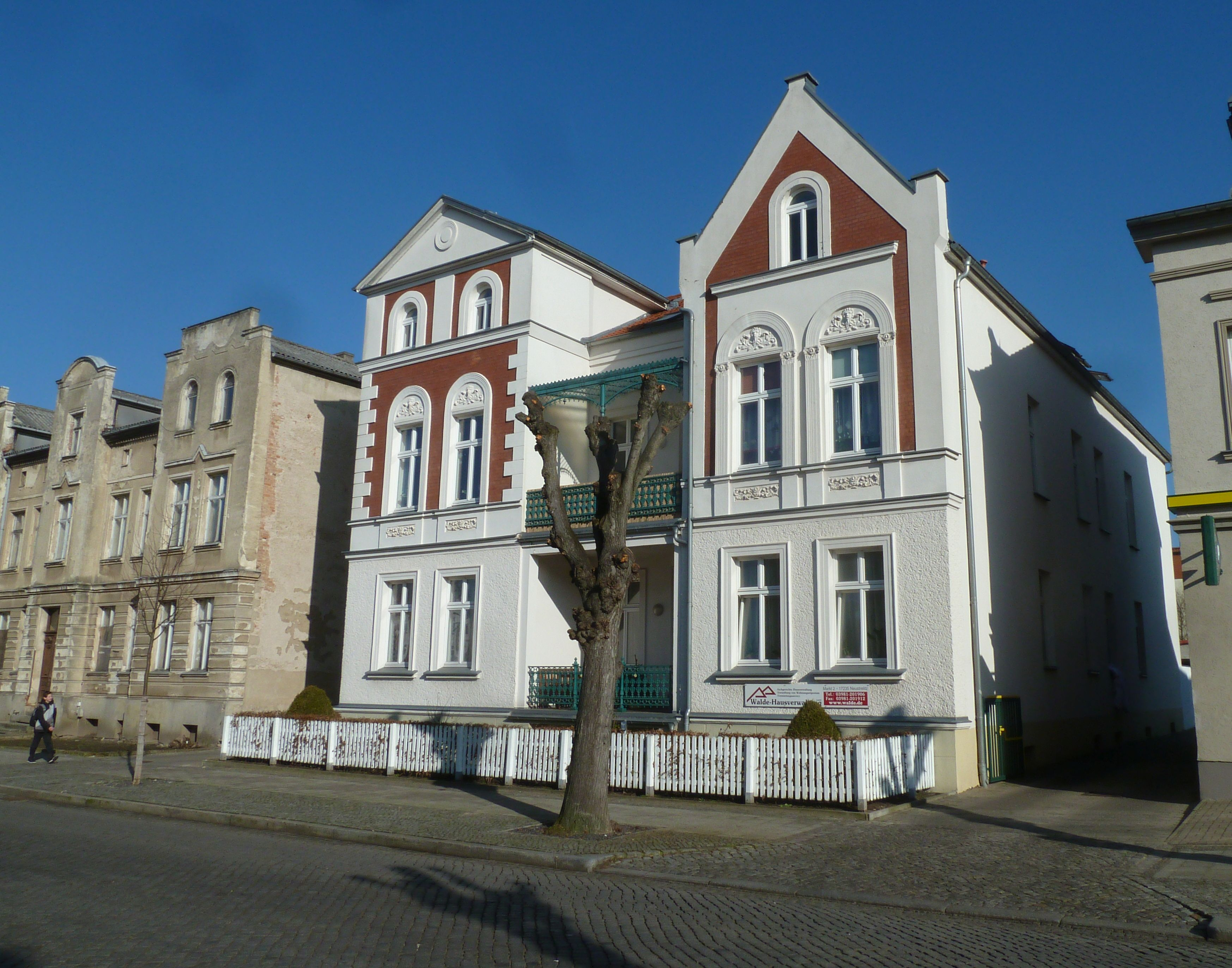

Das Wohnhaus Augustastraße 25 in Neustrelitz (Mecklenburg-Vorpommern), stammt aus dem 19. Jahrhundert.
Das Gebäude steht unter Denkmalschutz.

## Geschichte
Das zwei- und dreigeschossige teils verklinkerte historisierende Doppelhaus mit den zwei prägenden unterschiedlichen Giebeln und einem Mittelteil mit großer Loggia wurde im 19. Jahrhundert mit einem Speicherteil gebaut. Markant für den Ort ist  die kontrastreiche Farbgebung.
Im Rahmen der Städtebauförderung wurde das Gebäude wahrscheinlich um 2015/16 saniert.